# Rook (Shearwater)
Rook is het vijfde studioalbum van de Amerikaanse indie rockband Shearwater. Het werd op 3 juni 2008 uitgebracht door Matador Records.
Het album werd uitgebracht op cd en vinyl. Op de elpee-uitgave staat een bonustrack, genaamd "North Col".

## Tracklist
| 1.                 | On the Death of the Waters | 3:08 |
| 2.                 | Rooks                      | 3:21 |
| 3.                 | Leviathan, Bound           | 2:52 |
| 4.                 | Home Life                  | 7:15 |
| 5.                 | Lost Boys                  | 2:24 |
| 6.                 | Century Eyes               | 2:18 |
| 7.                 | I Was a Cloud              | 5:12 |
| 8.                 | South Col                  | 2:35 |
| 9.                 | The Snow Leopard           | 5:08 |
| 10.                | The Hunter's Star          | 4:00 |
| Totale duur: 38:17 |                            |      |

| Nr. | Titel     | Duur |
| --- | --------- | ---- |
| 11. | North Col |      |

## Singles
| Nr. | Titel                                                                              | Duur |
| --- | ---------------------------------------------------------------------------------- | ---- |
| 1.  | Rooks                                                                              | 3:21 |
| 2.  | The Rainbow (Talk Talk cover; recorded live at the Crocodile Cafe, Seattle) - 9:47 |      |

| Nr. | Titel                                                         | Duur |
| --- | ------------------------------------------------------------- | ---- |
| 1.  | The Snow Leopard                                              | 5:02 |
| 2.  | So Bad (Baby Dee cover)                                       | 4:55 |
| 3.  | North Col                                                     | 2:17 |
| 4.  | Henry Lee (Nick Cave cover; live opgenomen bij K.U.T.)        | 5:00 |
| 5.  | Rooks (live bij Radio K)                                      | 3:14 |
| 6.  | I Was a Cloud (live bij Radio K)                              | 4:48 |
| 7.  | South Col/The Snow Leopard (Live at Florence Gould Hall, NYC) | 5:56 |

## Bezetting
- Kimberly Burke
- Howard Draper
- Thor Harris
- Jonathan Meiburg

### Gastmuzikanten
| - Elaine Barber - harp - Matthew Barnhart - gitaar - Scott Brackett - trompet - Daniel Cantu - trompet - Yennifer Correia - viool - Alex Costantino - tuba - Bill Haugeberg - trombone | - Colin Meinecke - altviool - Eric Smith - cello - Mark Sonnabaum - basgitaar, strings - Elizabeth Warren - viool - Tara Wood - fagot - Rachel Yoder - klarinet |